# اچ‌ام‌اس ئی۴۵
اچ‌ام‌اس ئی۴۵ (به انگلیسی: HMS E45) یک زیردریایی بود که طول آن ۱۸۱ فوت (۵۵ متر) بود. این زیردریایی در سال ۱۹۱۶ ساخته شد.